# Nisbite
La nisbite è un minerale appartenente al gruppo della löllingite.